# Pseudolotelus distortus
Pseudolotelus distortus là một loài bọ cánh cứng trong họ Aderidae. Loài này được Champion miêu tả khoa học năm 1890.